# Episodi di Found (seconda stagione)
La seconda e ultima stagione della serie televisiva Found, composta da 22 episodi, è stata trasmessa negli Stati Uniti d'America sul canale statunitense NBC dal 3 ottobre 2024 al 15 maggio 2025.
In Italia viene trasmessa su TOP Crime dal 10 aprile al 19 giugno 2025.
I titoli originali degli episodi delle due stagioni sono caratterizzati dalla formula "Missing While", artificio linguistico non riprodotto nella traduzione italiana.
| n° | Titolo originale             | Titolo italiano            | Prima TV USA     | Prima TV Italia |
| -- | ---------------------------- | -------------------------- | ---------------- | --------------- |
| 1  | Missing While Bait           | Caccia all'uomo            | 3 ottobre 2024   | 10 aprile 2025  |
| 2  | Missing While Difficulty     | Il nascondiglio di Sir     | 10 ottobre 2024  | 10 aprile 2025  |
| 3  | Missing While Lonely         | Anime gemelle              | 17 ottobre 2024  | 17 aprile 2025  |
| 4  | Missing While Perfect        | Violenza domestica         | 24 ottobre 2024  | 17 aprile 2025  |
| 5  | Missing While Presumed Dead  | Madre e figlio             | 31 ottobre 2024  | 24 aprile 2025  |
| 6  | Missing While Gabe Mosley    | L'altra Gabi               | 7 novembre 2024  | 24 aprile 2025  |
| 7  | Missing While Hated          | Giornalismo d'assalto      | 14 novembre 2024 | 1° maggio 2025  |
| 8  | Missing While Haunted        | Una donna tormentata       | 21 novembre 2024 | 1° maggio 2025  |
| 9  | Missing While Targeted       | Un testimone da proteggere | 16 gennaio 2025  | 8 maggio 2025   |
| 10 | Missing While Outed          | La confraternita           | 23 gennaio 2025  | 8 maggio 2025   |
| 11 | Missing While Misunderstood  | I due padri                | 30 gennaio 2025  | 15 maggio 2025  |
| 12 | Missing While Midentified    | La mossa di Sir            | 13 febbraio 2025 | 15 maggio 2025  |
| 13 | Missing While Grieving       | Segui l'istinto            | 20 febbraio 2025 | 22 maggio 2025  |
| 14 | Missing While Matched        | Telefonate disperate       | 27 febbraio 2025 | 22 maggio 2025  |
| 15 | Missing While Seeking Asylum | Vecchie ferite             | 13 marzo 2025    | 29 maggio 2025  |
| 16 | Missing While Witnessed      | Una vittima senza nome     | 20 marzo 2025    | 29 maggio 2025  |
| 17 | Missing While Manipulated    | Ostaggi                    | 3 aprile 2025    | 5 giugno 2025   |
| 18 | Missing While Heather        | La bufera                  | 10 aprile 2025   | 5 giugno 2025   |
| 19 | Missing While a Casuality    | Il sacrificio di un padre  | 17 aprile 2025   | 12 giugno 2025  |
| 20 | Missing While Independent    | Voglia d'indipendenza      | 1° maggio 2025   | 12 giugno 2025  |
| 21 | Missing While a Family       | La famiglia scomparsa      | 8 maggio 2025    | 19 giugno 2025  |
| 22 | Missing While Dying          | Prigionieri del passato    | 15 maggio 2025   | 19 giugno 2025  |

## Caccia all'uomo
- Titolo originale: Missing while bait
- Diretto da: Nikhil Paniz
- Scritto da: Nkechi Okoro Carroll

### Trama
Presente: Dopo la rivelazione riguardante Sir, Gabrielle perde la fiducia del gruppo, che rimane coeso solo per continuare le ricerche di Lacey.

Anno 2003: